# Mary Borden
Œuvres principales
The forbidden zone, 1929
Journey down a blind alley, 1946
Mary Borden est une écrivaine britannique et américaine.

## Biographie
Elle est née à Chicago le 15 mai 1886. Elle est la fille de l'homme d'affaires William Borden. Elle étudie au Vassar College et obtient son baccalauréat en 1907. En 1909, elle se marie avec George Douglas Turner à Lausanne, ils auront trois enfants : Joyce (1909), Comfort (1910) et Mary (1914). En 1914, durant la Première Guerre mondiale, elle retourne en Angleterre pour travailler comme infirmière dans un hôpital, puis dans la Somme ; elle recevra la croix de guerre. En 1915, elle rencontre le capitaine et futur brigadier général Edward Spears. Ils se marient en 1918. Durant l'entre-deux-guerres, elle écrit ses premiers poèmes et le couple habite en Lorraine. Devenue Lady Spears, elle garde cependant son patronyme de jeune fille comme nom de plume.
En 1940, elle est contactée par son amie Lady Hadfield, épouse de Sir Robert Hadfield, afin de l'aider à constituer une équipe sanitaire destinée à soutenir les troupes alliées sur le front. Constituée de personnels français et britanniques, l'unité ainsi formée prend le nom de Ambulance Hadfield-Spears. Mary Spears prend le commandement du personnel féminin de l'ambulance : les infirmières et les ambulancières. Au sein de cette équipe, elle participe aux campagnes des forces françaises libres, parcourant le Moyen-Orient, l'Afrique du nord, l'Italie et la France.

Son mari Edward Spears se retire de la vie politique après son échec aux élections législatives de 1945. Il est fait baron Spears de Warfield le 14 juillet 1953. Elle meurt à Warfield le 2 décembre 1968, âgée de 82 ans. 